# سولوانگ (کالیفرنیا)
سولوانگ (به انگلیسی: Solvang) شهری در شهرستان سانتا باربارا، کالیفرنیا ایالت کالیفرنیا است که در سرشماری سال ۲۰۱۰ میلادی، ۵۲۴۵ نفر جمعیت داشته است.

## نگارخانه

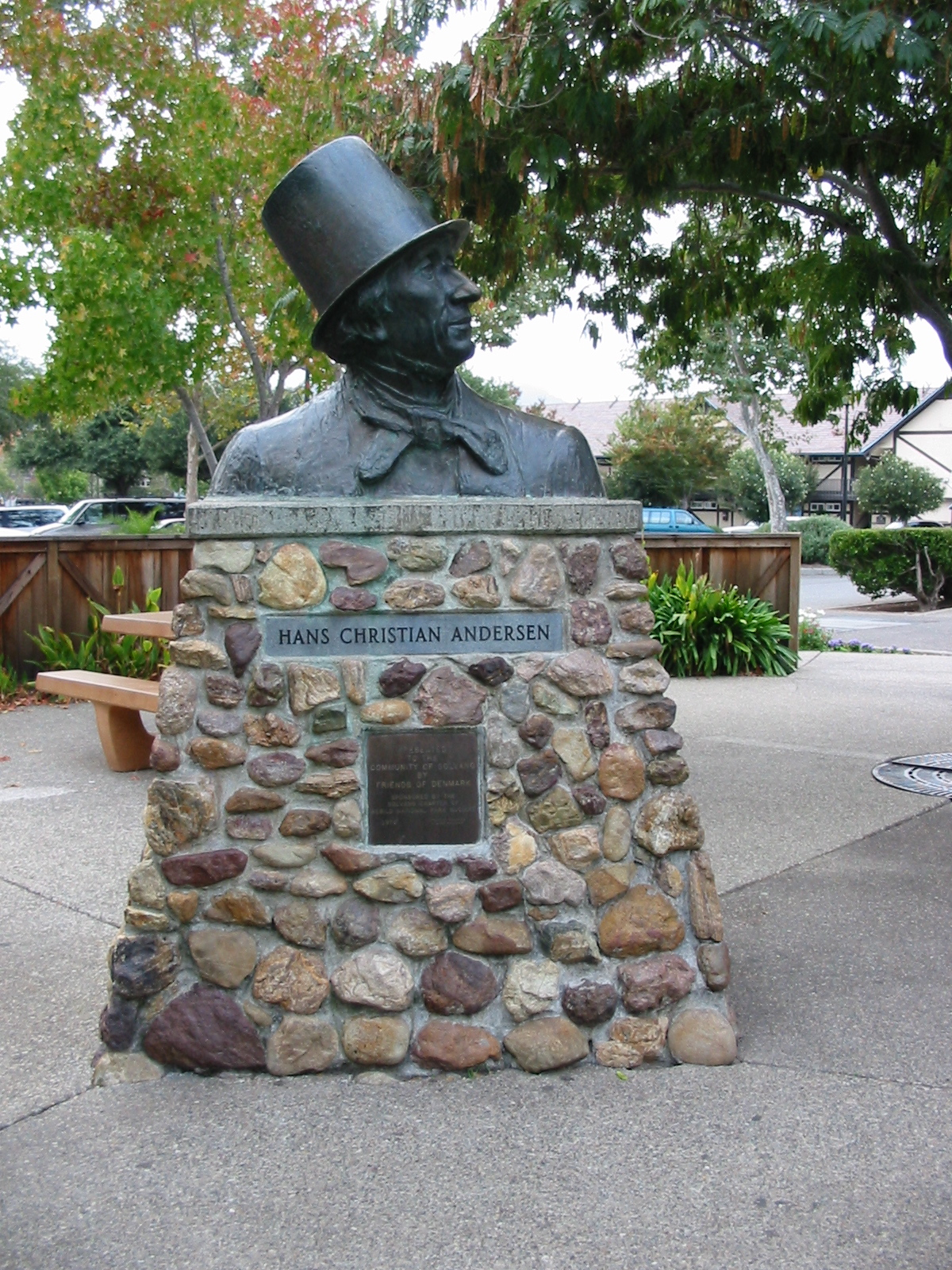
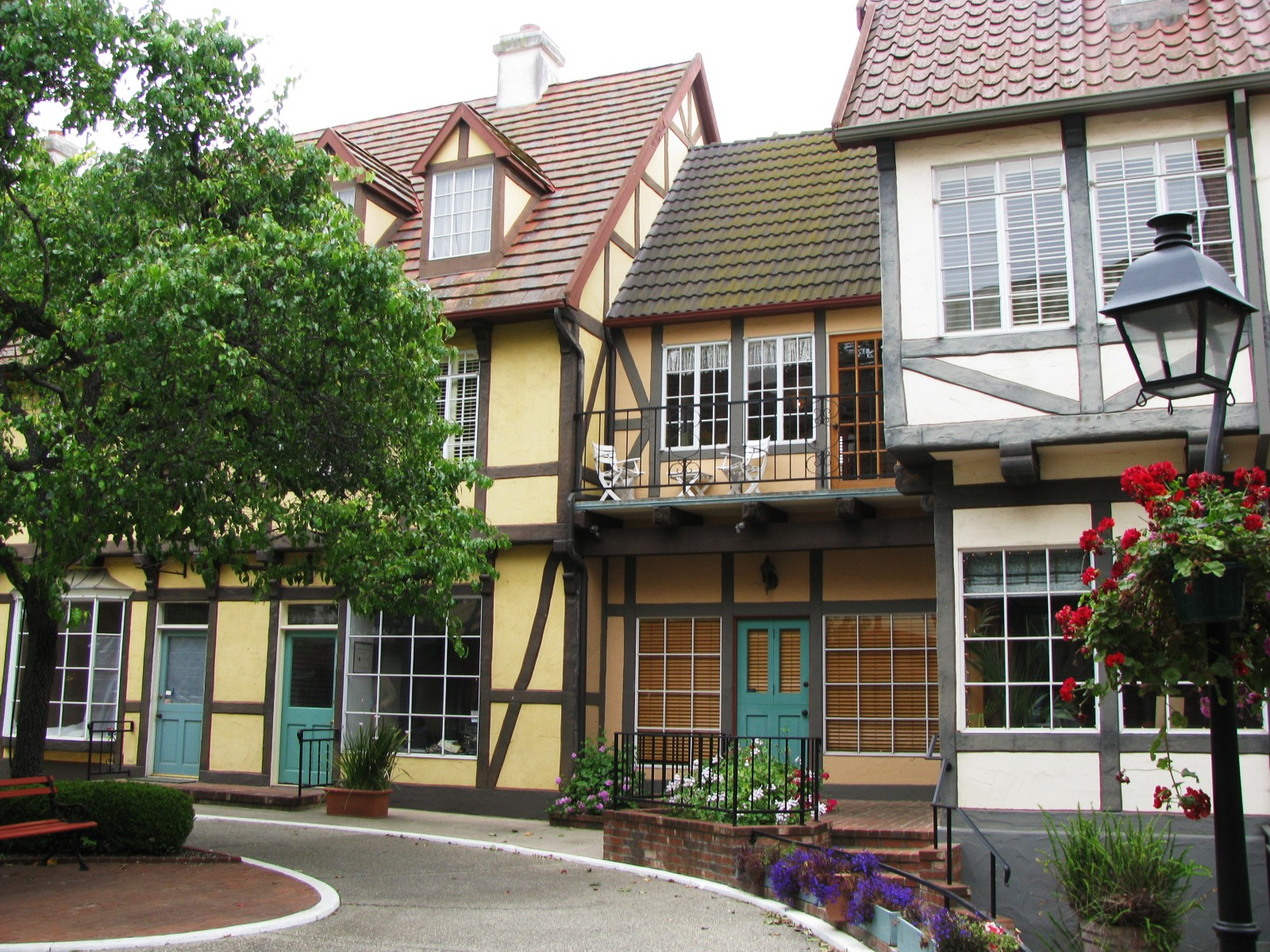
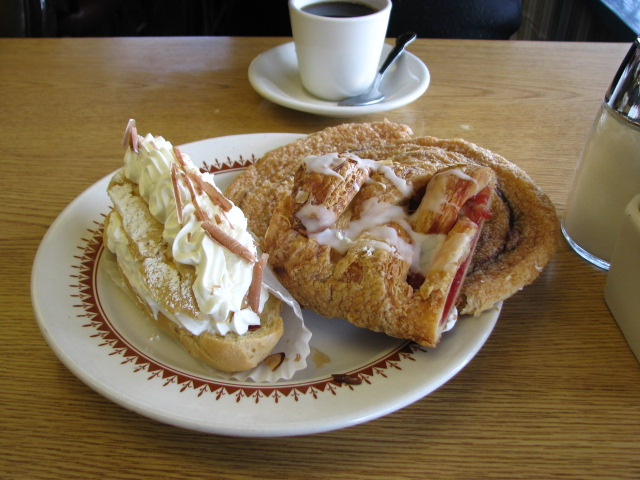
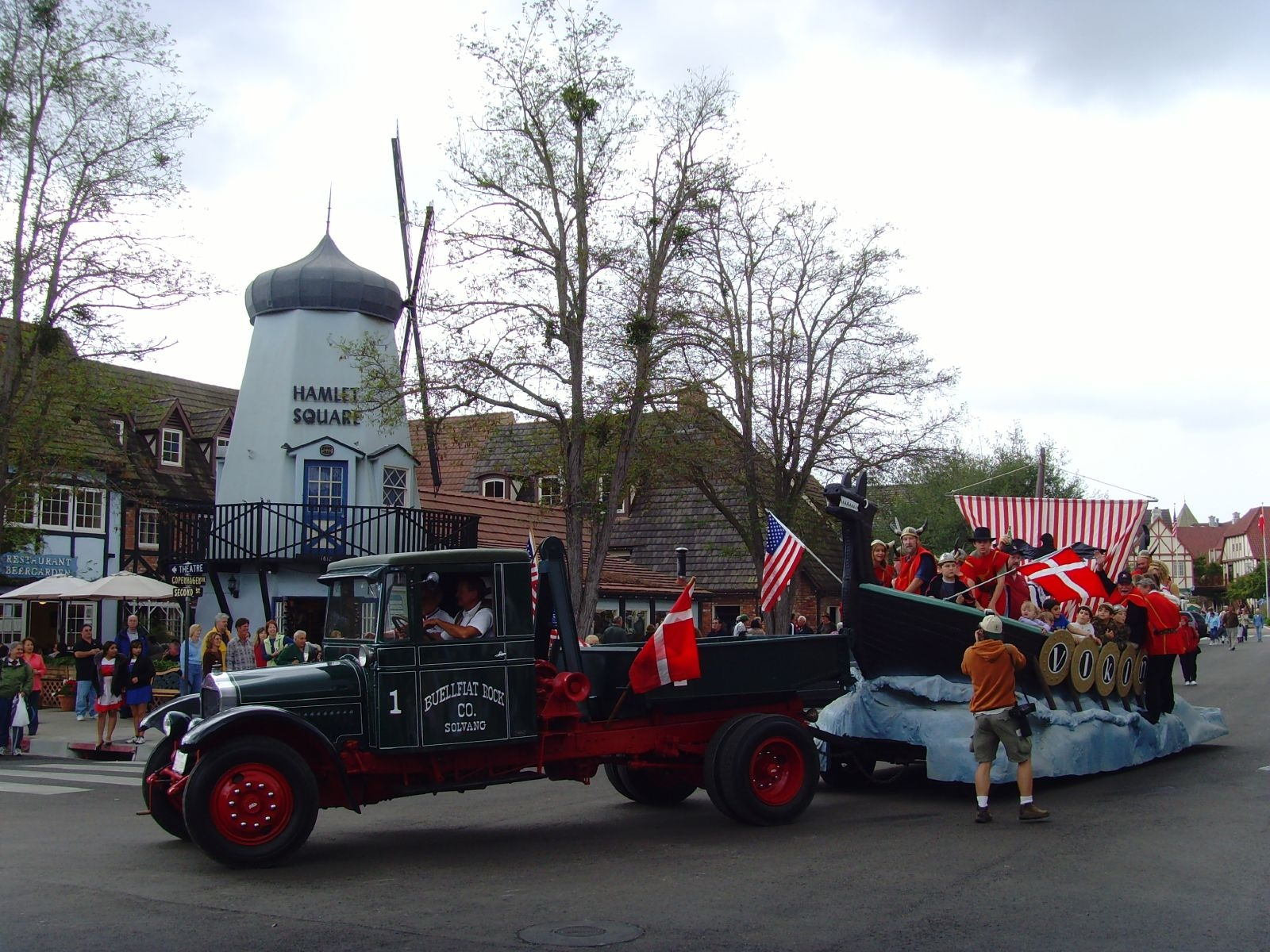
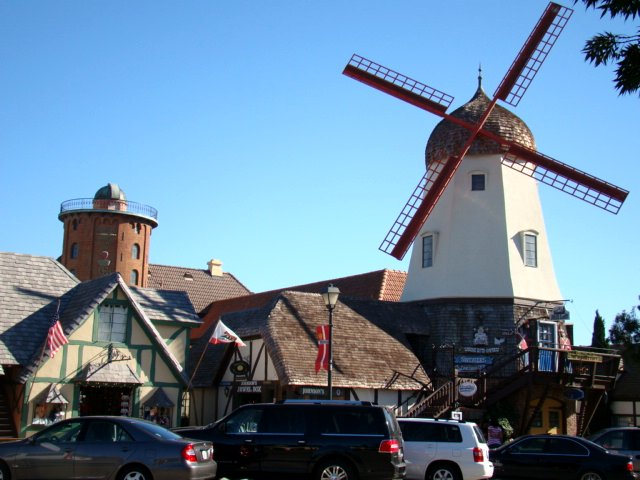
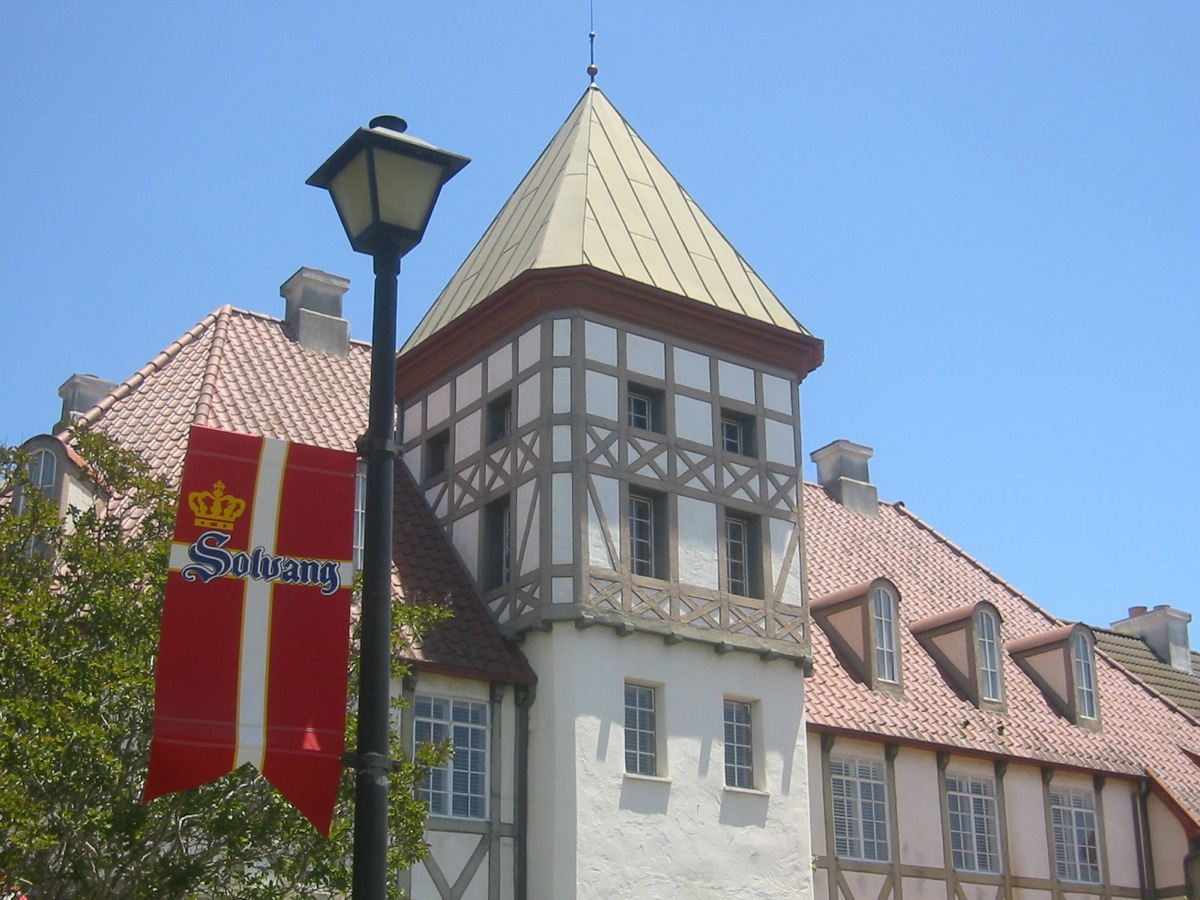
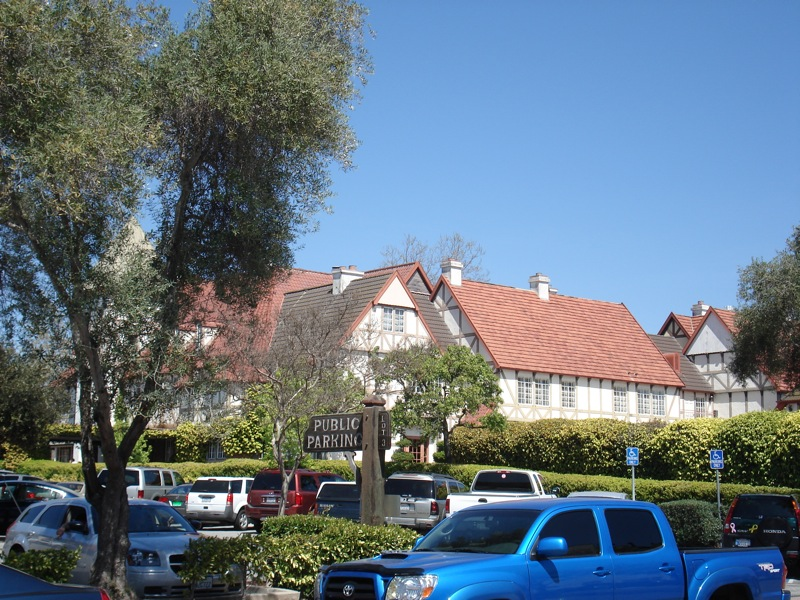
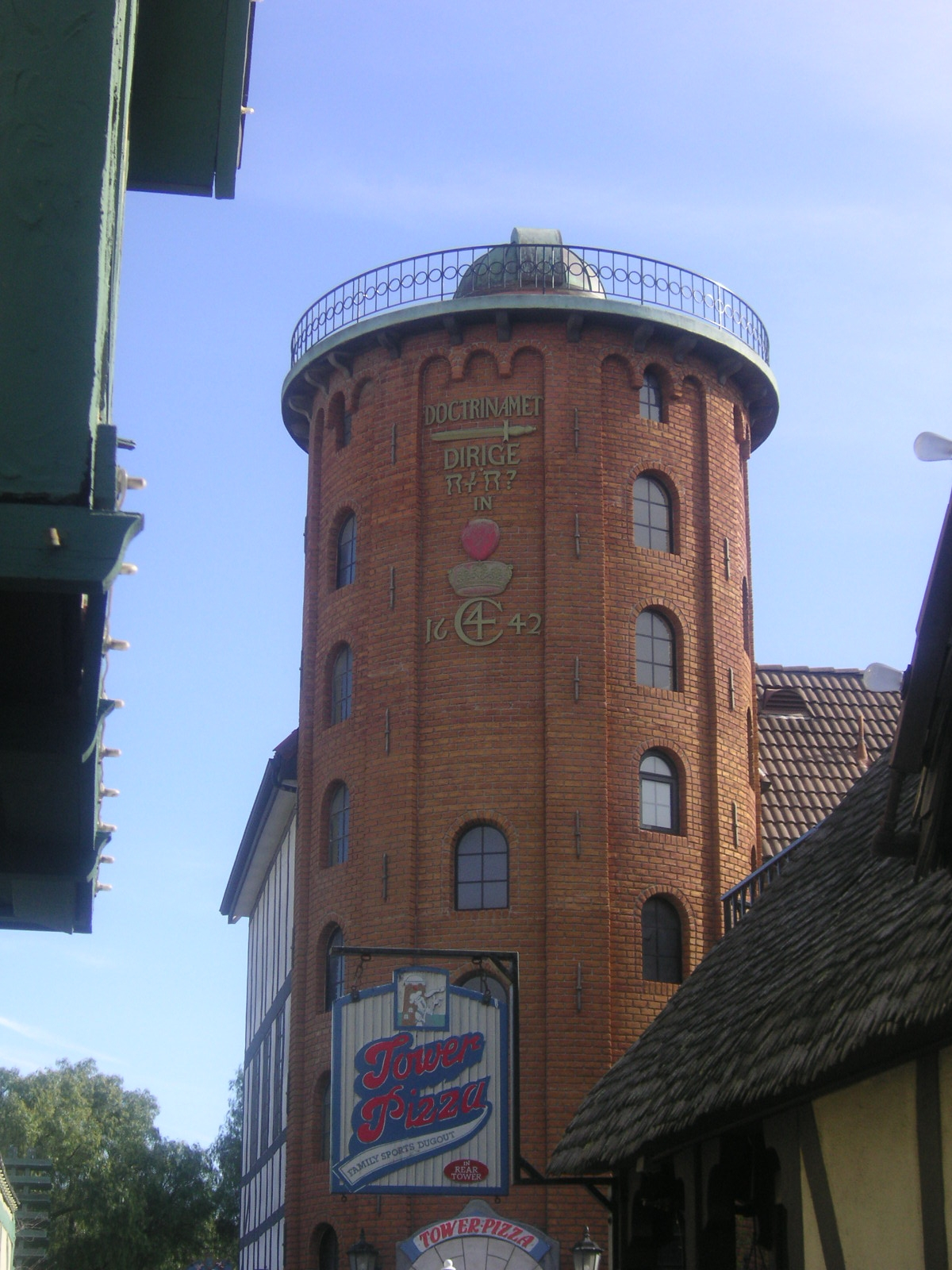
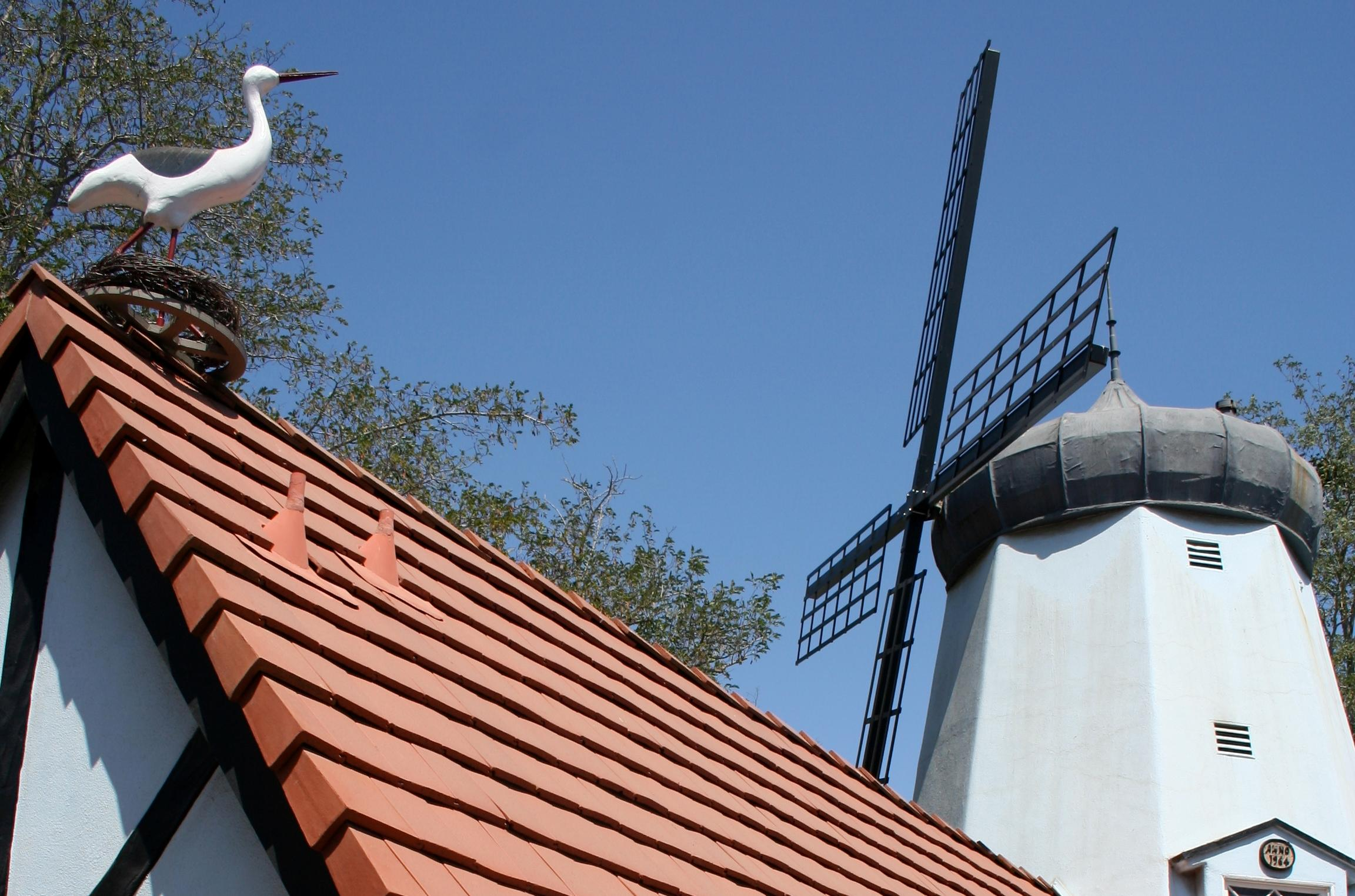
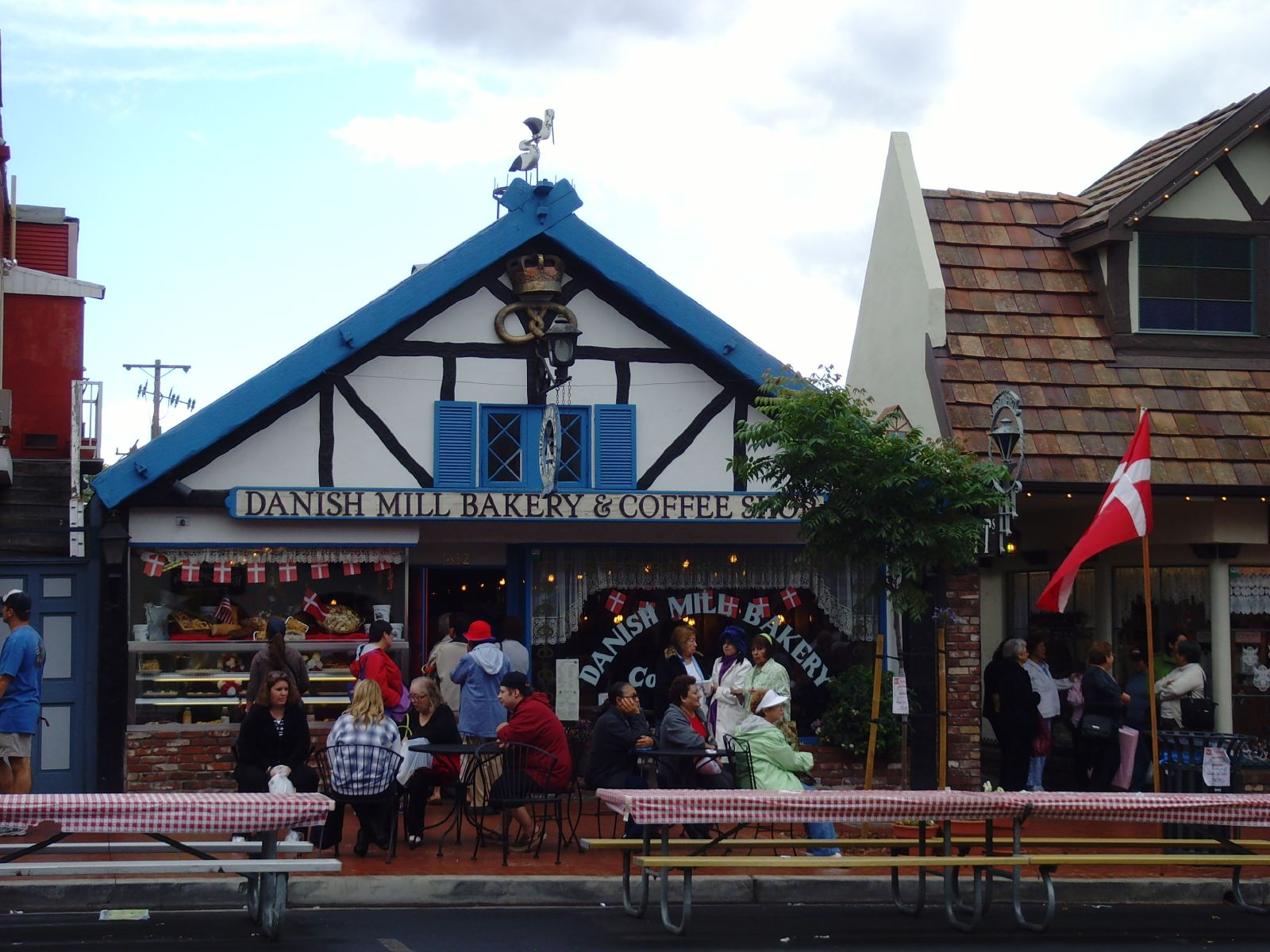
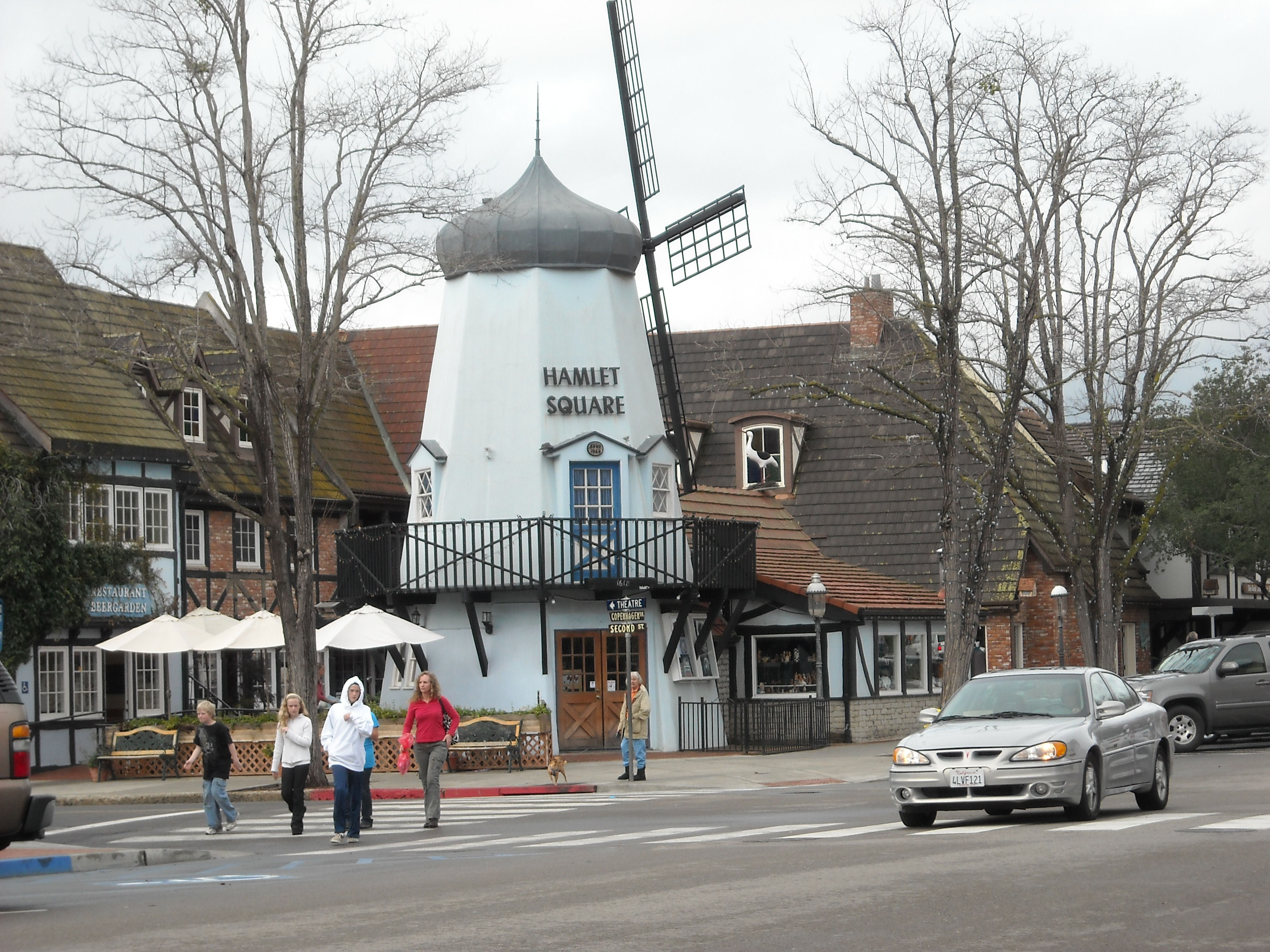
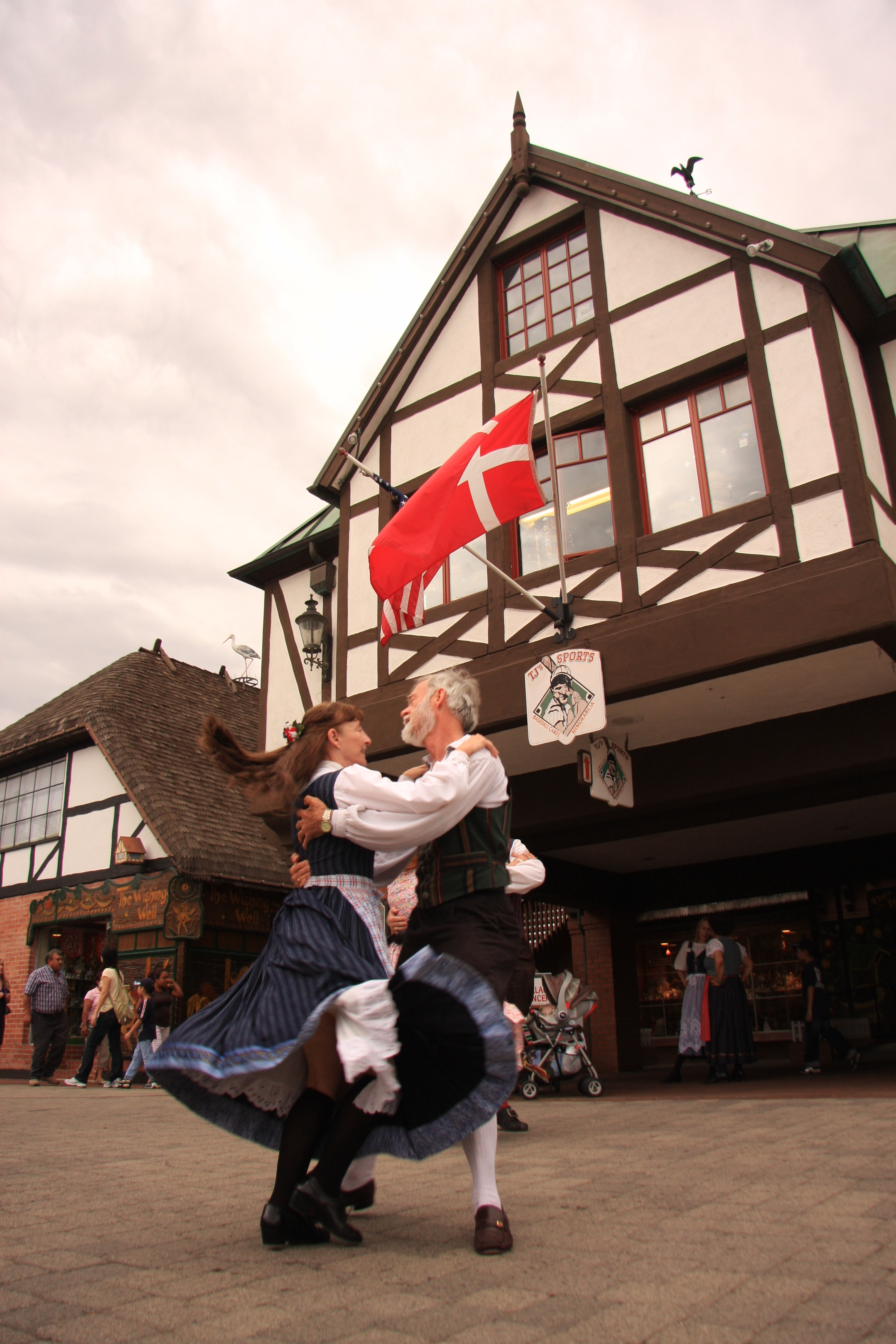
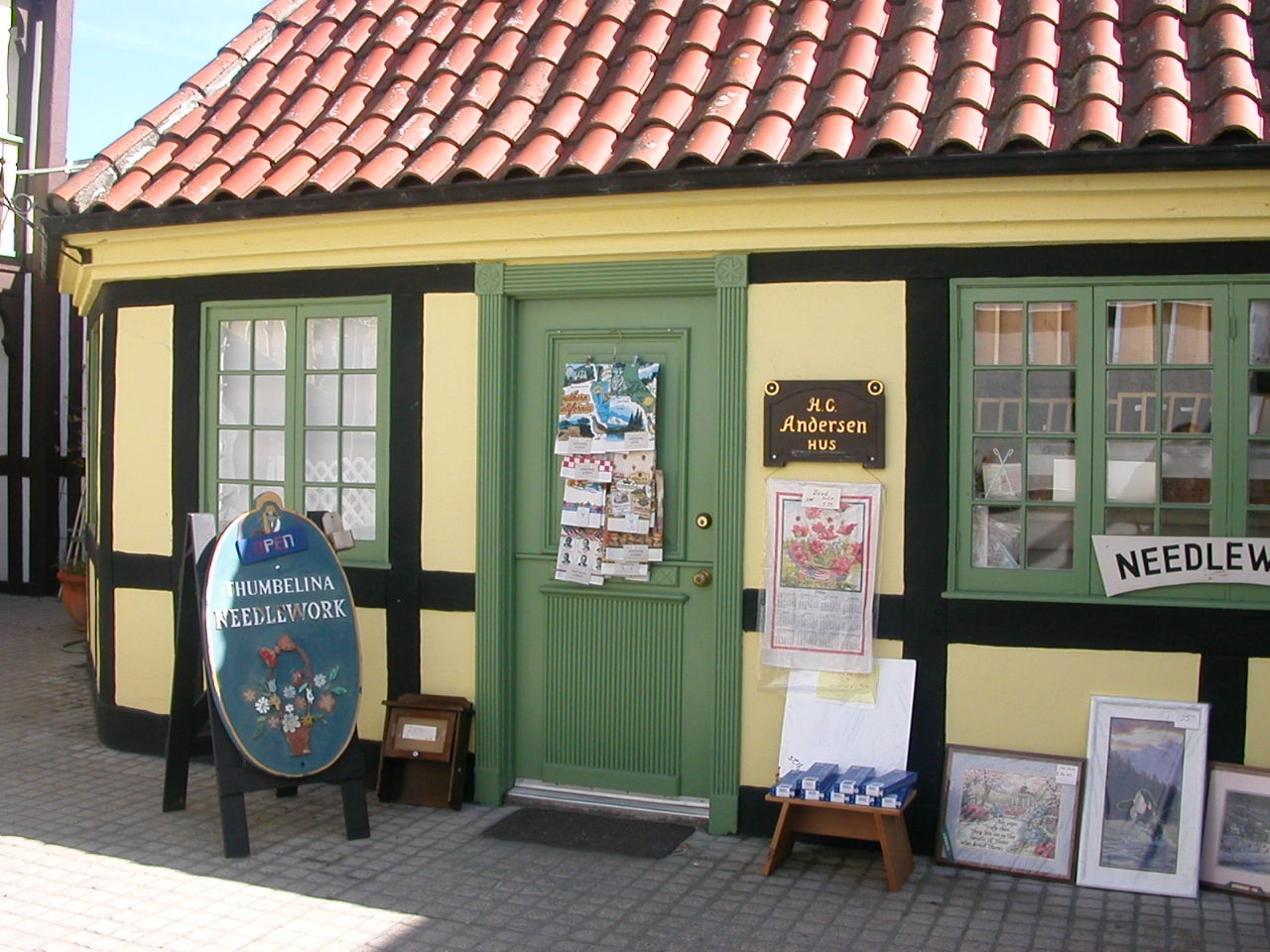
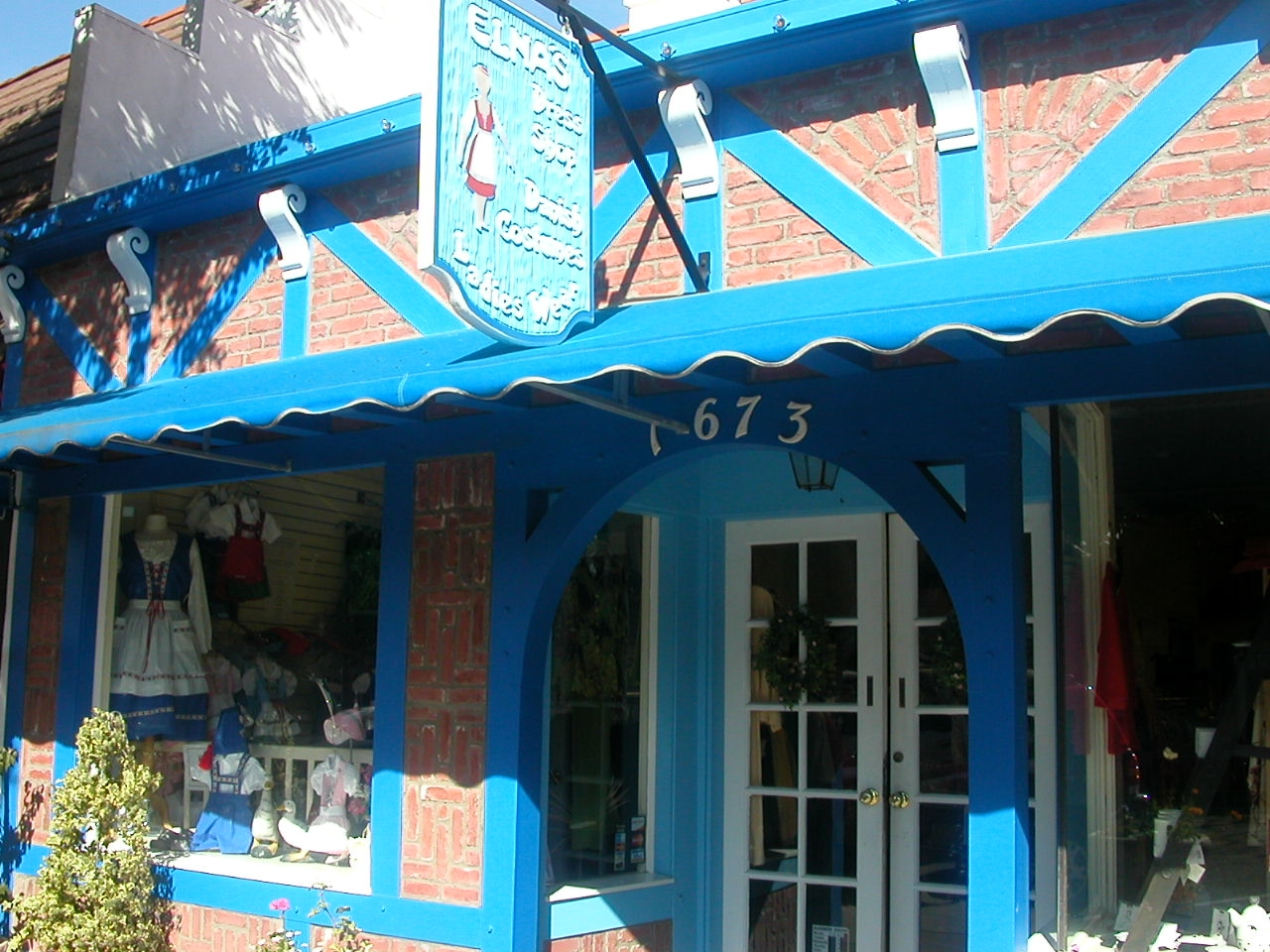
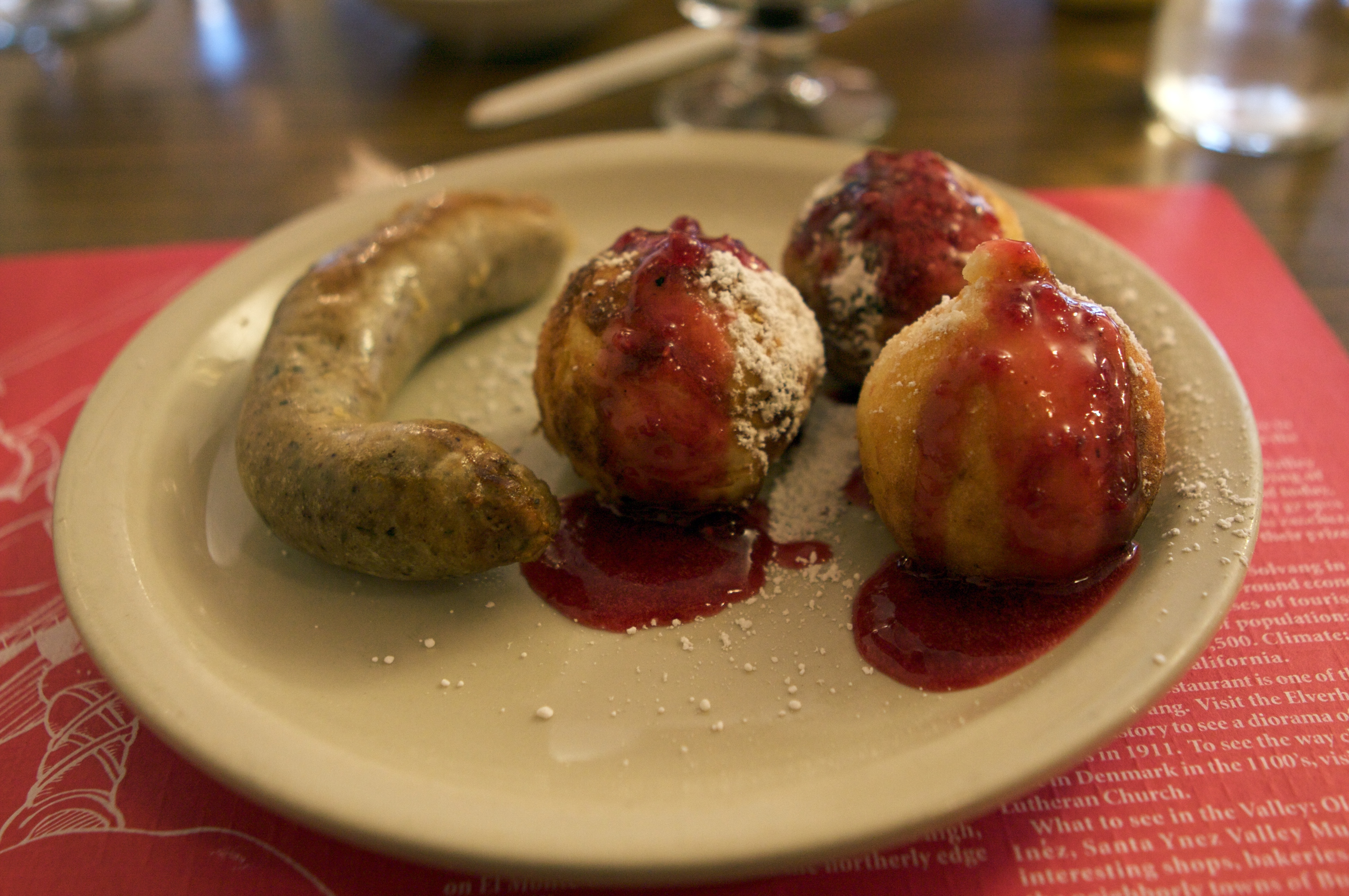
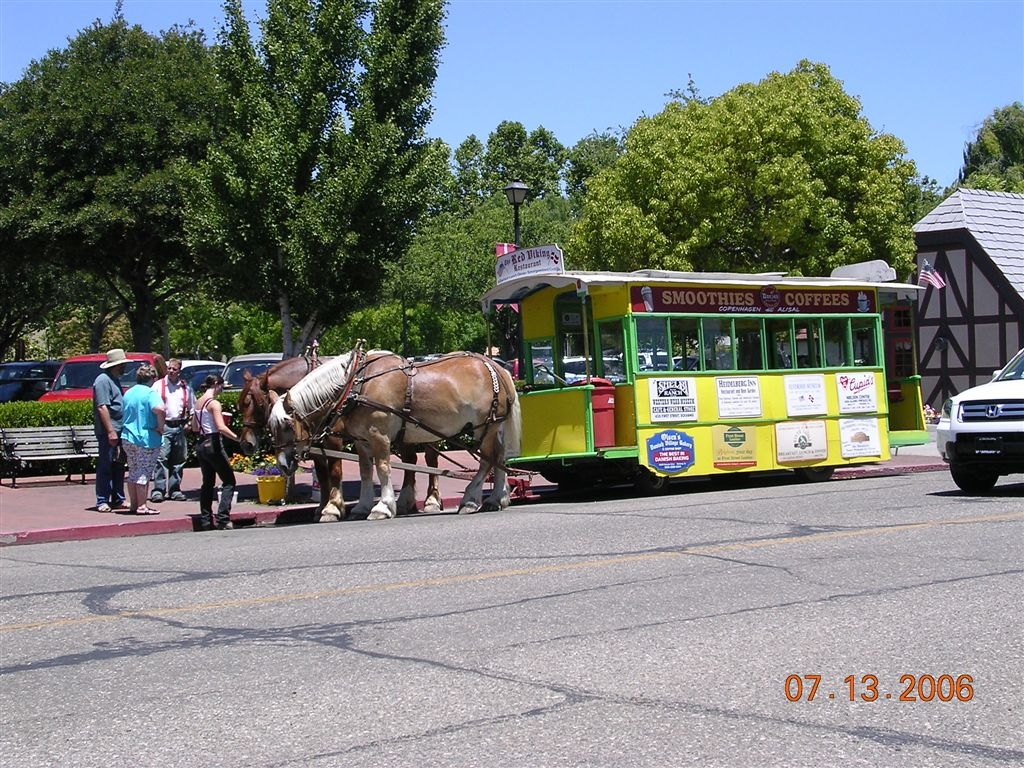